# Ponthieva
Ponthieva är ett släkte av orkidéer. Ponthieva ingår i familjen orkidéer.

## Bildgalleri

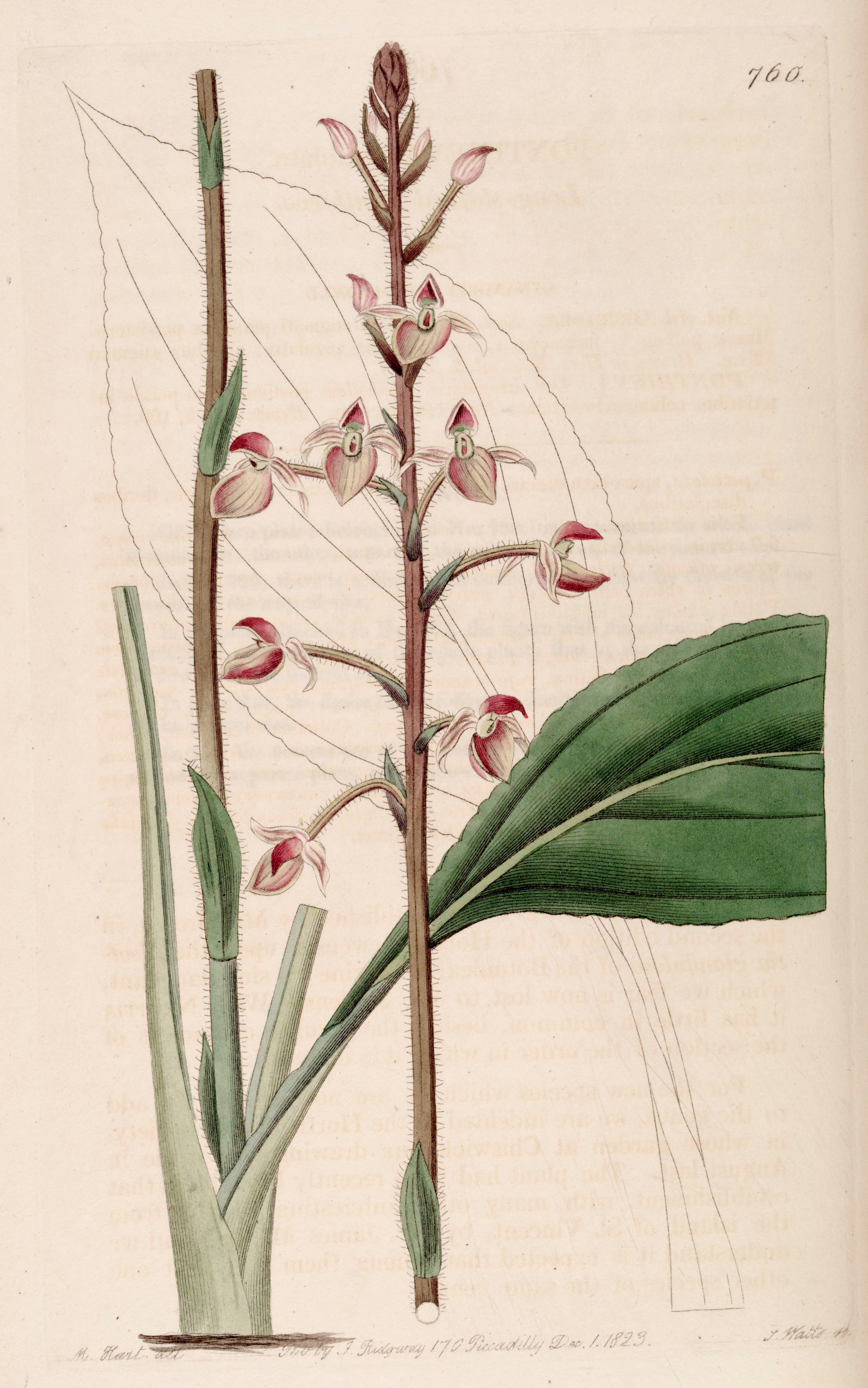
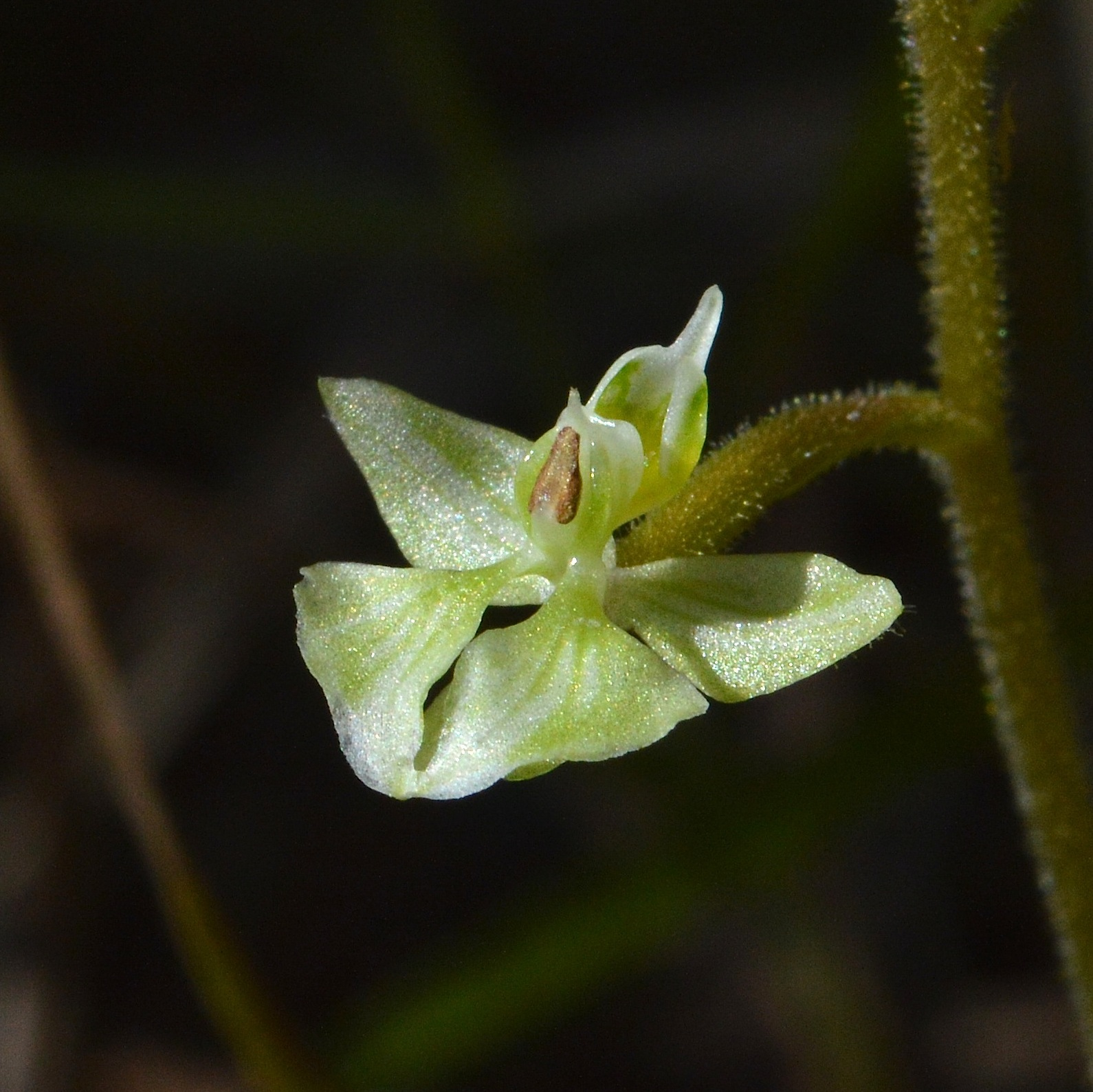

## Dottertaxa tillPonthieva, i alfabetisk ordning[1]
- Ponthieva andicola
- Ponthieva appendiculata
- Ponthieva bicornuta
- Ponthieva brenesii
- Ponthieva brittoniae
- Ponthieva campestris
- Ponthieva collantesii
- Ponthieva cornuta
- Ponthieva curvilabia
- Ponthieva cuyujana
- Ponthieva diptera
- Ponthieva disema
- Ponthieva dunstervillei
- Ponthieva ekmanii
- Ponthieva elegans
- Ponthieva ephippium
- Ponthieva fertilis
- Ponthieva formosa
- Ponthieva garayana
- Ponthieva gimana
- Ponthieva gracilis
- Ponthieva haitiensis
- Ponthieva hameri
- Ponthieva hassleri
- Ponthieva hildae
- Ponthieva inaudita
- Ponthieva insularis
- Ponthieva keraia
- Ponthieva lilacina
- Ponthieva maculata
- Ponthieva mandonii
- Ponthieva mexicana
- Ponthieva microglossa
- Ponthieva nigricans
- Ponthieva oligoneura
- Ponthieva ovatilabia
- Ponthieva parvilabris
- Ponthieva parvula
- Ponthieva pauciflora
- Ponthieva petiolata
- Ponthieva phaenoleuca
- Ponthieva pilosissima
- Ponthieva poitaei
- Ponthieva pseudoracemosa
- Ponthieva pubescens
- Ponthieva pulchella
- Ponthieva racemosa
- Ponthieva rinconii
- Ponthieva rostrata
- Ponthieva schaffneri
- Ponthieva similis
- Ponthieva sprucei
- Ponthieva sylvicola
- Ponthieva triloba
- Ponthieva trilobata
- Ponthieva tuerckheimii
- Ponthieva tunguraguae
- Ponthieva unguiculata
- Ponthieva vasqueziae
- Ponthieva vasquezii
- Ponthieva weberbaueri
- Ponthieva ventricosa
- Ponthieva venusta
- Ponthieva villosa
- Ponthieva viridilimbata